# برج تمكين
برج تمكين أحد أعلى الأبراج في الرياض، بالسعودية، وأحد العلامات العقارية في شمال الرياض، يتميز بقربه من طريق الملك فهد أهم شرايين العاصمة، ويربطه بمطار الملك خالد الدولي طريق الملك سلمان. شُيد برج تمكين على مساحةٍ أرضية تفوق 10895 م2، بمسطحات بناء:110 آلاف م2، ويتكون برج تمكين من 58 طابق بارتفاع 255 متر مضافة لها أربعة أدوار مواقف تحت الأرض تتسع لأكثر من 1200 سيارة، ودور أرضي وميزانان، وتُشكلُ الطوابق العليا، مكاتب، ومحال تجارية.

## مواصفات المشروع
كوفي شوب، نادي رياضي، كانتين، فرع بنك يخدم موظفي البرج، مكتب خدمات شحن، مكتب سفر وسياحة، ميني ماركت، غرفة انتظار لكبار الشخصيات، مركز أعمال ومسرح، مركز خدمات داعمة، خدمة VALET PARKING، مطعم 5 نجوم في أعلى البرج.